# Октябрське сільське поселення (Слободський район)
Октя́брське сільське поселення (рос. Октябрское сельское поселение) — адміністративна одиниця у складі Слободського району Кіровської області Росії. Адміністративний центр поселення та єдиний населений пункт — селище Октябрський.

## Історія
Станом на 2002 рік на території сучасного поселення існували такі адміністративні одиниці:
- Октябрський сільський округ (селище Октябрський)

Поселення було утворене згідно із законом Кіровської області від 7 грудня 2004 року № 284-ЗО у рамках муніципальної реформи шляхом перетворення Октябрського сільського округу.

## Населення
Населення поселення становить 1147 осіб (2017; 1166 у 2016, 1154 у 2015, 1125 у 2014, 1097 у 2013, 1075 у 2012, 1005 у 2010, 1201 у 2002).